# Пароваткин, Дмитрий Николаевич
Дмитрий Николаевич Пароваткин (8 (21) февраля 1908, Бондари, Тамбовская губерния, — 8 июля 1983, Москва) — советский военачальник, генерал-лейтенант артиллерии (7.05.1960), Герой Советского Союза (23.09.1944).

## Биография
Родился в семье сапожника. В 1927 году переехал в Москву и стал учеником на арматурном заводе. Вскоре перешёл на должность арматурщика. Через некоторое время был назначен начальником участка по ремонту холодильных машин.
В 1930 году призван в Красную Армию, где стал курсантом учебного артиллерийского дивизиона, а после окончания обучения — командиром взвода. Затем три года учился на артиллерийском отделении пехотной школы, после окончания которой получил звание лейтенанта и стал служить в артиллерийском полку Московской пролетарской дивизии. За время службы в дивизии дослужился до командира дивизиона, а также окончил курсы по программе подготовки инструкторов парашютного дела первой категории. В 1939 году во главе дивизиона участвовал в Польском походе РККА, после чего был отозван в Москву для работы в аппарате Наркомата обороны.
С началом Великой Отечественной войны занимался формированием первых подразделений реактивных миномётов, после чего получил звание майора и был назначен командиром 685-го лёгкого артиллерийского полка резерва. В апреле 1942 года полк прибыл на Западный фронт для прикрытия стыка обороны 50-й и 10-й армий. Через некоторое время Пароваткин был награждён орденом Красного Знамени.
В мае 1943 года назначен командиром 15-й лёгкой артиллерийской бригады, куда входил 685-й полк. За участие в освобождении Львова бригада получила почётное наименование «Львовская».
23 сентября 1944 года Пароваткин был удостоен звания Героя Советского Союза.
С января 1945 года командовал 5-й пушечно-артиллерийской бригадой, которая участвовала во взятии Дрездена, после чего совершила рейд под Прагу.
После войны продолжал службу в армии. В 1957 году окончил Высшие академические курсы при академии Генерального штаба, а в 1961 году — Высшие академические курсы при Военной артиллерийской академии. Был командиром 5-й пушечно-артиллерийской бригады с 1945 года, командиром 39-й гвардейской ракетной Глуховской Краснознамённой дивизии. Генерал-майор артиллерии (3.08.1953). С 1957 по 1960 годы — начальник ракетных войск и артиллерии 8-й гвардейской армии в ГСВГ. С 1961 по 1964 годы — начальник ракетных войск и артиллерии  Северо-Кавказского военного округа. 
С 1969 года — в отставке.
Похоронен на Ваганьковском кладбище (34 уч.).
Награждён двумя орденами Ленина (23.09.1944, ...), четырьмя орденами Красного Знамени (6.03.1943, 7.09.1943, ...), орденом Суворова 2-й степени (6.04.1945), орденом Александра Невского (3.01.1944), орденом Красной Звезды, медалями, а также иностранными наградами: орденом Георгия Димитрова (Болгария) и Военным крестом 1939-1945 гг. (ЧССР).